# طردان دقيق
الطَرَدان الدقيق (باللاتينية: Cephalaria tenella) نوع نباتي يتبع جنس الطردان من الفصيلة الخمانية (وكان سابقا ضمن الفصيلة الممشقية التي دمجت ضمن الخمانية).

## الموئل والانتشار
النبات متوطن في بلاد الشام.